# 古口哲
古口 哲（こぐち さとし、男性、1957年11月28日 - 2021年11月（または10月末）は、日本の元プロボクサー、トレーナーである。古口・協栄ボクシングジム会長。栃木県今市市出身。

## 来歴

### 61連勝
大場政夫に憧れボクサーを志し、作新学院高等学校時代には3年次の1975年と4年次の1976年に全日本高校フライ級王者となり、日本大学進学後までにアマチュア61連勝を記録。2013年に李健太に更新されるまで日本記録であった。1978年世界ボクシング選手権大会にもバンタム級日本代表選手として出場。

### ボクシング版江川事件
モスクワオリンピック出場も期待されながら1979年にプロ転向を宣言。ジムの間では争奪戦となったが、一時国際ジムと契約も、高校時代に笹崎ジムと契約していたことが問題となり、2年間のブランク経て、当時の協栄ジム会長金平正紀の計らいでセンタースポーツ・ジム（現・ウィン三迫ジム）に移籍した。契約金はプロボクシング史上稀に見る1000万円にもなった。この出来事は、古口が出身校の作新学院高校にちなんで「ボクシング版江川事件」と呼ばれた。

### プロ転向後
鳴り物入りでプロデビューし西城正三から特訓を受けたものの、日本スーパーフライ級王座への2度の挑戦に失敗。
スーパーバンタム級に転向し、1985年6月24日に日本王座再挑戦。後に1階級下のバンタム級で世界王者となる六車卓也からダウンを奪いながらも5回TKO負けを喫し、この試合を最後に引退。

### トレーナー
引退後はトレーナーに転向し、協栄ジムで鬼塚勝也のパートナーを務め、世界王座獲得に貢献。1992年度最優秀トレーナー賞を受賞した。
1994年9月、現役時代にチーフを務めた宮下政生が設立した沖ジムに移籍し竹原慎二の世界王座奪取直後に退職。1996年1月、東京都板橋区に古口ジムを設立しOPBFスーパーバンタム級王者和氣慎吾らを育成したが、2020年7月31日付けで閉館になり、同年9月に東日本ボクシング協会に休会届を提出してボクシング界から離れた。
同ジムより2006年にプロデビューした古口学は甥である。

### 死去
死去していたことが2021年11月に判明。ボクシングニュース（ボクシング・ビート編集部）によると、東京都内の自宅アパートで発見されたことは確かであるものの、死亡の時期については「11月はじめ」と語る関係者もいれば「10月末」と語る関係者もいて、死因についても「ほとんど食事をとっていなかった孤独死」と語る関係者もいれば「風呂場で亡くなった」と語る関係者もいて話が分かれており、死因・死去日どちらも公には明らかにされていない。